# Fimbristylis barteri
Fimbristylis barteri är en halvgräsart som beskrevs av Johann Otto Boeckeler. Fimbristylis barteri ingår i släktet Fimbristylis och familjen halvgräs. Inga underarter finns listade i Catalogue of Life.